# Quanjiao

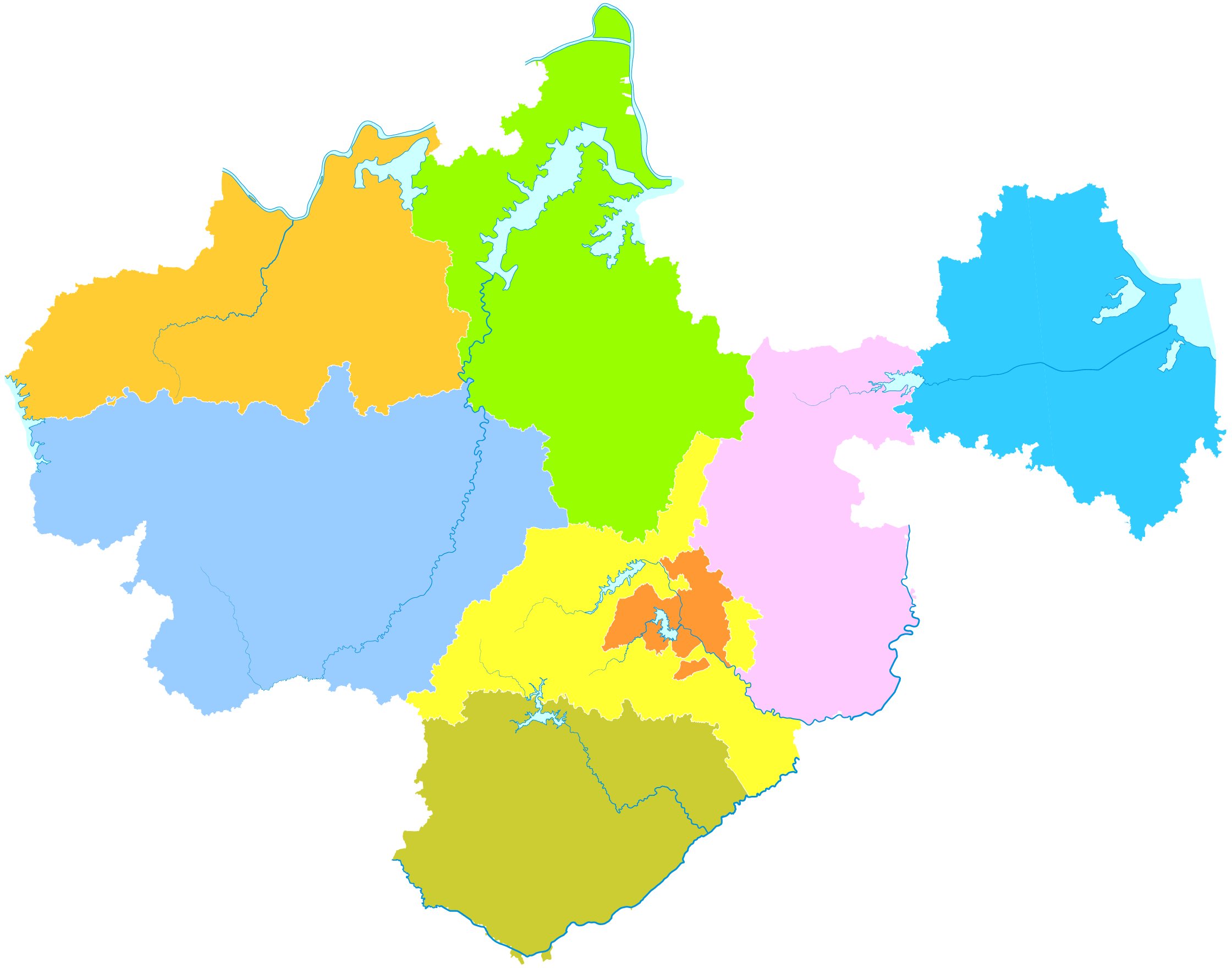
Lage des Stadtbezirks Quanjiao im Gebiet der bezirksfreien Stadt Chuzhou

Der Kreis Quanjiao (chinesisch 全椒县, Pinyin Quánjiāo Xiàn) ist ein Kreis der bezirksfreien Stadt Chuzhou in der chinesischen Provinz Anhui. Er hat eine Fläche von 1.568 Quadratkilometern und zählt 395.633 Einwohner (Volkszählung 2020). Sein Hauptort ist die Großgemeinde Xianghe (襄河镇).
Vor 1993 gehörte Quanjiao zum Kreis Chu (滁县). Der Kreis Chu wurde mit Wirkung vom Januar 1993 aufgelöst und in die Stadt Chuzhou eingegliedert, die daraufhin den Status einer bezirksfreien Stadt erhielt. Quanjiao wurde danach zu einem Kreis der Stadt Chuzhou.

## Administrative Gliederung
Auf Gemeindeebene setzt sich der Kreis aus zehn Großgemeinden zusammen (2020).